# Karin Melis Mey
Karin Melis Mey (1983. május 31. –) világbajnoki bronzérmes, dél-afrikai származású török atléta, távolugró. Jelenleg ő tartja a két nemzet női távolugrórekordját.

## Pályafutása
2005-ben ötödik lett pályafutása első nemzetközi versenyén, az Universiadén. 2007 júliusában ugrotta egyéni legjobbját, 6,93-ot, amely máig élő dél-afrikai rekord.
2008. június 30-án vette fel a török állampolgárságot, és innentől kezdve e nemzet színeiben versenyez, így a pekingi olimpián is a török csapattal indult. Itt csak a huszonnegyedik lett, miután nem jutott túl a selejtezőkörön.
A 2009-es fedett pályás Európa-bajnokságon sem jutott döntőbe, majd a Mediterrán Játékokon ezüstérmet szerzett; Melis Mey mindössze egy centiméterrel maradt le a győztes Tania Vicenzino mögött. Július 31-én 6,87-dal új török rekord ugrott, így jelenleg két nemzet női csúcsát tartja. Hetekkel ezután eddigi karrierje legkimagaslóbb sikerét ért el a berlini világbajnokságon szerzett bronzérmével.

## Egyéni legjobbjai
- Távolugrás (szabadtér) - 6,93 m (2007)
- Távolugrás (fedett) - 6,85 m (2008)